# كاو فاي
كاو فاي (بالصينية: 曹斐) هي فنانة صينية، ولدت في 1978 في غوانزو في الصين.